# Windows NT 3.1
Windows NT 3.1 – pierwsze wydanie w pełni 32-bitowego systemu operacyjnego Windows NT wydanego przez firmę Microsoft. System swoją nazwę zawdzięcza systemowi Windows 3.x, ponieważ posiadał taki sam interfejs użytkownika. Premiera systemu miała miejsce 27 lipca 1993 r. i mógł on być uruchamiany na komputerach z procesorami Intel x86, DEC Alpha i MIPS R4000.

## Historia
Windows NT 3.1 wpierw miał być nazwany OS/2 3.0 jako trzecia wersja systemu operacyjnego opracowywanego przez Microsoft i IBM. Kiedy jednak Windows 3.0 został wydany w maju 1990 r., Microsoft zdecydował się na zmianę interfejsu systemu Windows NT. To właśnie spowodowało konflikt między Microsoftem a IBM-em, a jego konsekwencją był rozpad i zakończenie współpracy. IBM od tego momentu kontynuował rozwój OS/2 w pojedynkę, podczas gdy Microsoft od nowa zaczął opracowywać Windows NT 3.1.
Pierwszy pokaz Windows NT zwanego „Windows Advanced Server for Lan Manager” miał miejsce na konferencji developerów w sierpniu 1992 r. i produkt formalnie został ogłoszony wiosną 1993 r. na targach COMDEX w Atlancie, stan Georgia.

## Wymagania sprzętowe dla architektury x86

### Minimalne
- Procesor: 386DX-25 MHz
- Karta graficzna zgodna z VGA
- 16 MB RAM

### Zalecane
- Procesor: 486DX-33 MHz
- Karta graficzna zgodna z VGA
- 32 MB RAM

## Edycje
- Windows NT Advanced Server
- Windows NT

## Wsparcie techniczne
27 października 1994 Microsoft wydał ostatni 3 Service Pack o numerze: 3.1.528
31 grudnia 2001 firma Microsoft zakończyła wsparcie dla tego systemu.